# 우륵의 11곡 이사
이사(爾赦)는 악사(樂師) 성열현(省熱縣) 사람 우륵(于勒)의 12곡 가운데 제11곡명으로 미상이다.

## 이사(爾赦) 곡명의 원전사료
- 《삼국사기》에 우륵이 지은 12곡으로 11곡은 이사(爾赦)[1]의 사(赦) 자는 상세히 알 수 없다.[2][3]라고 하였다.

## 이사(爾赦) 곡명의 최초학설
```
*이사(爾赦)는 
진흥왕
 때 
우륵
이 지은 열두곡 중의 열한번째 곡명인데, 
이 곡이 어떤 종류의 곡인지는 분명하지 않다
.
[
4
]

*이사(爾赦)는 삼국 시대 
신라
에서 연주된 
가야금곡
의 하나.
[
5
]
라고 수록했다.
```

## 이사(爾赦) 곡명의 자의적 지명 비정
- 이사(爾赦)는 우륵이 지은 가야금곡(加耶琴曲) 중의 하나로서, 현재 경남 의령군(宜寧郡) 부림(富林) 지방의 옛 음악. 이사(爾赦)에 대해서는 많은 학자들이 알 수 없다고 처리하였으나, 후기 가야연맹의 한 소속국인 사이기국(斯二岐國)과 같은 것으로 보아 부림(富林)에 비정한 견해가 있다[6]. 이는 위치상으로 보아 일리가 있는 비정이라 생각된다.[7]
- 이사(爾赦) 음악[樂] 지금의 경남(慶南) 의령군(宜寧郡) 부림(富林)지역으로 비정한다[8][9].

## 이사(爾赦) 곡명의 자의적 왜곡 문제
- 우륵의 12곡 가운데 이사(爾赦) 곡명은 《삼국사기》1512년 정덕본, 《삼국사기》1537년 옥산서원본, 《삼국사기》1760년 을해목활자본(顯宗實錄字本)에 공히 이사(爾赦)의 사(赦)자는 알 수 없다고 기록하였다.
- 일본인 전중준명(田中俊明)은 우륵을 왜의 ‘사이기국’인으로 조작하기 위하여 우륵의 12곡을 임나십국에 부여하려고 미상의 이사(爾赦) 곡명까지 끌어들여 왜곡했다.[10]
- 《삼국사기》에, “사(赦)자는 미상(未詳)이다.” 라는 점에서 원본에서 조차 미상으로 주석을 달은 것을 간과할 수 없다. 즉, 일본인 전중준명은 미상의 우륵 이사곡(爾赦曲)을 왜의 임나십국으로 토착하기 수단으로 활용한 것이다.[11]

## 이사(爾赦) 곡명을 왜곡한 왜의 사이기국 성열현 변질
- 《삼국사기》에 우륵의 12곡 중 이사(爾赦)의 ‘사(赦)’자는 미상으로 분류한 것이 명백하므로 이사(爾赦)를 사이기국(斯二岐國)으로 연관할 수 없다.
- 전중준명(田中俊明)[12]은 우륵을 사이기국(斯二岐國)[13]을 성열현(省熱縣)은 고대 신번현을 왜의 사이기국으로 판단이 불가한 자의적인 해석이다.
- 우륵이 지은 12곡 중에 하나인 이사(爾赦)에 대해서는 많은 학자들이 알 수 없다고 처리하였으나, 근래에 사이기국(斯二岐國)과 같은 것으로 보아 경남 의령군 부림면에 비정한 견해가 나왔다[14]. 위치 상으로 보아 일리가 있는 추정이라고 생각되어 그대로 따른다.[15]
- 전중준명(田中俊明)은 우륵이 태어난 성열현을 임나십국 가운데 사이기국을 지금의 의령군 부림면[16]을 국내 학계에서 6세기 중엽 후기 가야연맹(加耶聯盟)의 한 소국인 사이기국(斯二岐國)의 사람으로 가야의 악사이며, 가야금의 대가이다[17][18]. 라고 정설의 수용은 왜의 임나일본부를 한반도에 토착한 사실을 자인한 결과를 초래하였으니 고대 왜의 왜곡된 식민역사의 정사를 바로 잡아야 한다.[19]

## 이사(爾赦) 곡명의 추정 해석
우륵의 제11곡 이사(爾赦)의 사(赦)는 미상으로 속단할 수 없으나 한해농사를 갈무리하면서 자연재해의 가뭄 등 관개수리 갈등을 화합하고 사면하는 대동단결의 향가로 추정한다.